# 彼得·漢柏頓
彼得·漢柏頓（英語：Peter Hambleton，1960年—）是一位紐西蘭的電影、電視演員及舞台劇導演。他因出演過1994年電影《最後的紋身》而獲得紐西蘭電影與電視獎的最佳男配角獎；此外他也在《哈比人系列電影》裡飾演矮人葛羅音。

## 部分作品

### 電影
| 年分 | 電影                 | 角色                | 備註 |
| ---- | -------------------- | ------------------- | ---- |
| 2012 | 《哈比人：意外旅程》 | 葛羅音、 食人妖威廉 |      |
| 2013 | 《哈比人：荒谷惡龍》 | 葛羅音              |      |
| 2014 | 《哈比人：五軍之戰》 | 葛羅音              |      |

## 外部連結
- 彼得·漢柏頓在互联网电影资料库（IMDb）上的資料（英文）
- 彼得·漢柏頓在開眼電影網的頁面（繁體中文）
- 彼得·漢柏頓在时光网上的簡介（简体中文）
- 彼得·漢柏頓 （页面存档备份，存于）的Twitter帳戶（英文）